# تیم آکروجت بلو ایمپالس
تیم آکروجت بلو ایمپالس (ブルーインパルス، Burū Inparusu)، تیم نمایشی آکروجت نیروی هوایی دفاع‌ازخود ژاپن (JASDF) است. این تیم در سال 1960 به عنوان تیمی متشکل از 6 فروند اف-86 سابر تاسیس شد. آنها در سال 1980 به میتسوبیشی T-2 و در سال 1995 به کاوازاکی T-4  تغییر داده شدند. این تیم در پایگاه هوایی ماتسوشیما مستقر هستند، پایگاهی که در سال 2011 در زلزله و سونامی توهوکو به شدت آسیب دید.

## لینک های خارجی

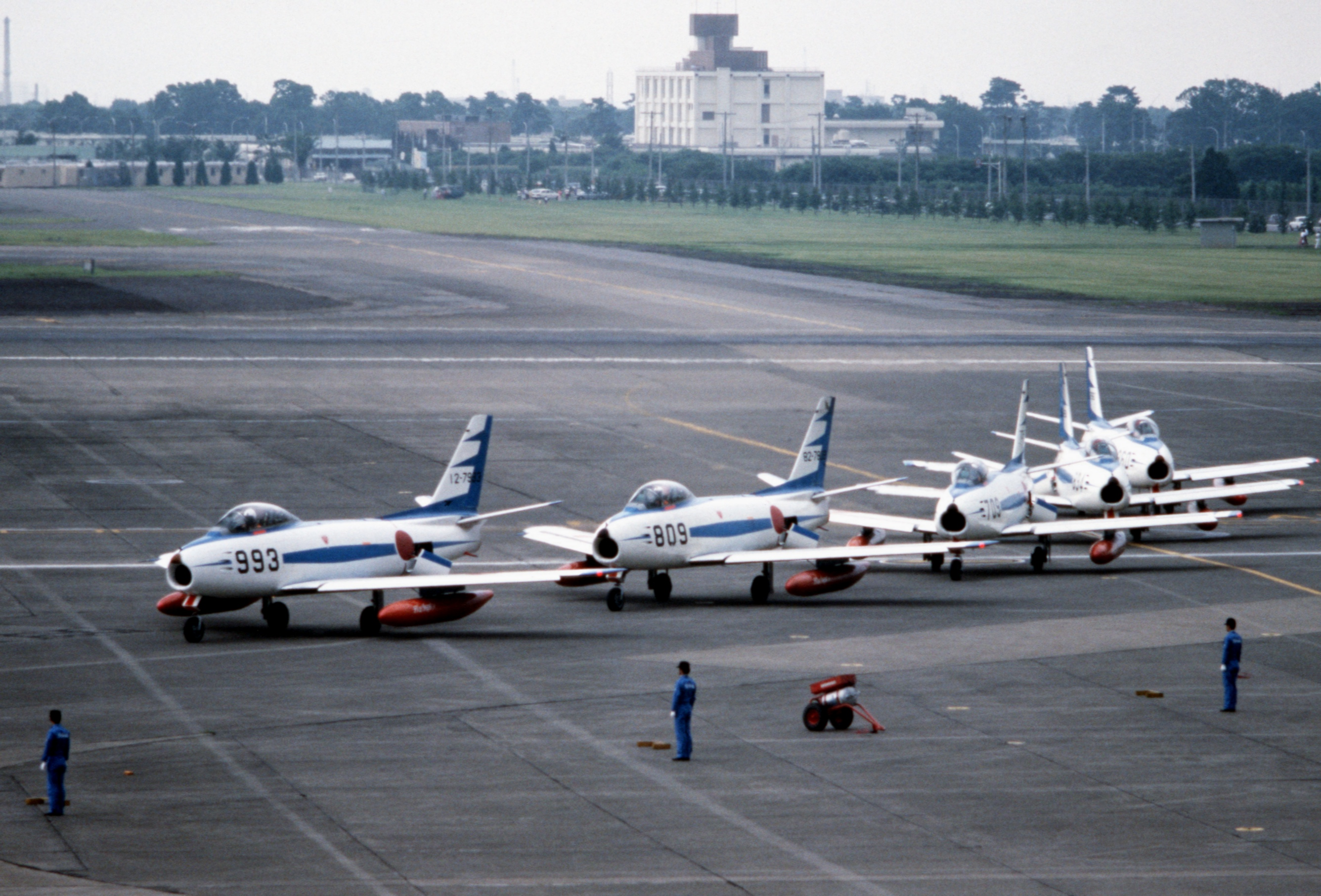
F-86 سیبر های ایمپالس آبی در پایگاه هوایی یوکوتا، 1981

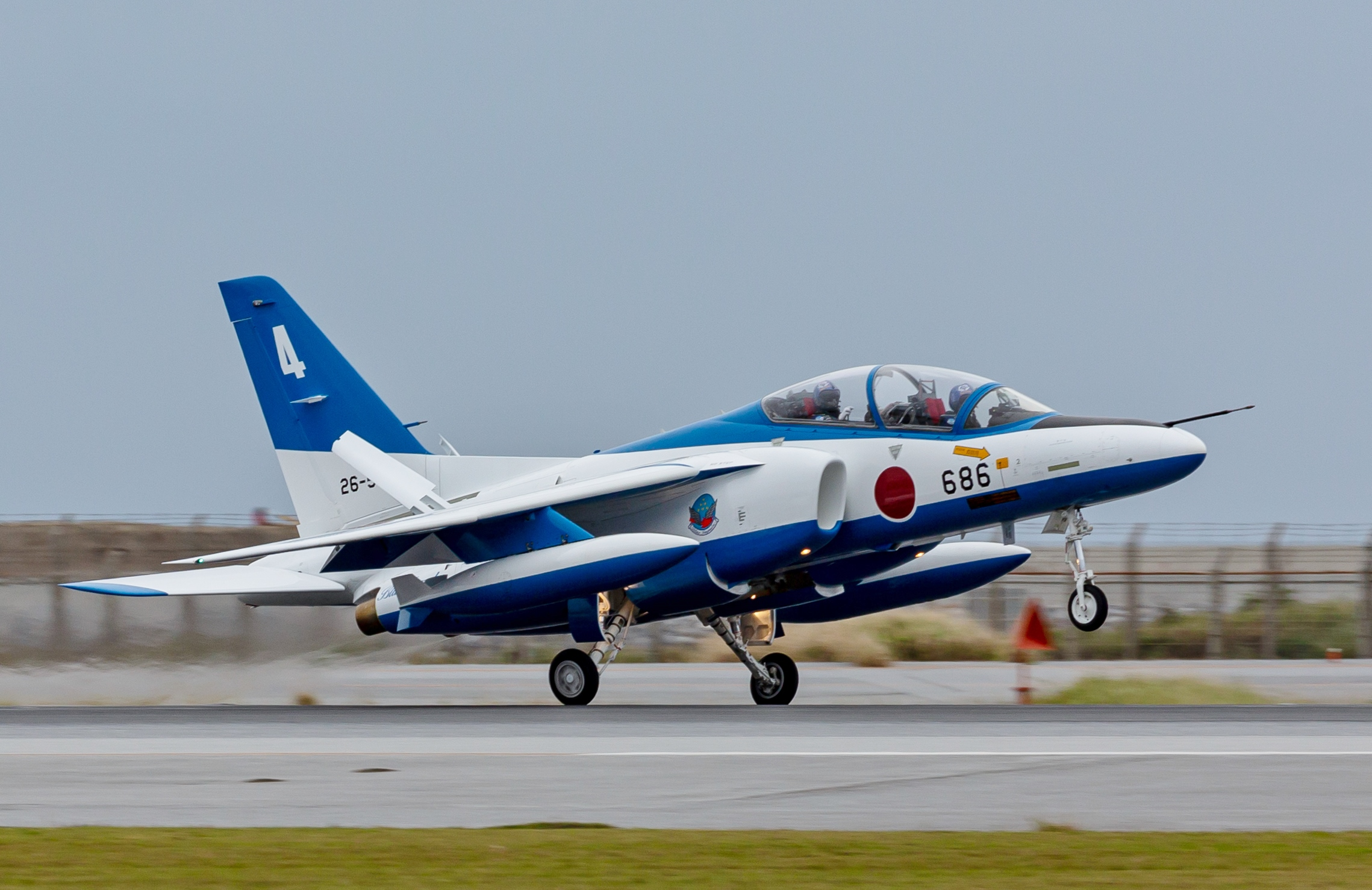
فرود ایمپالس آبی با کاوازاکی T-4 در نمایشگاه هوایی ناها 2018

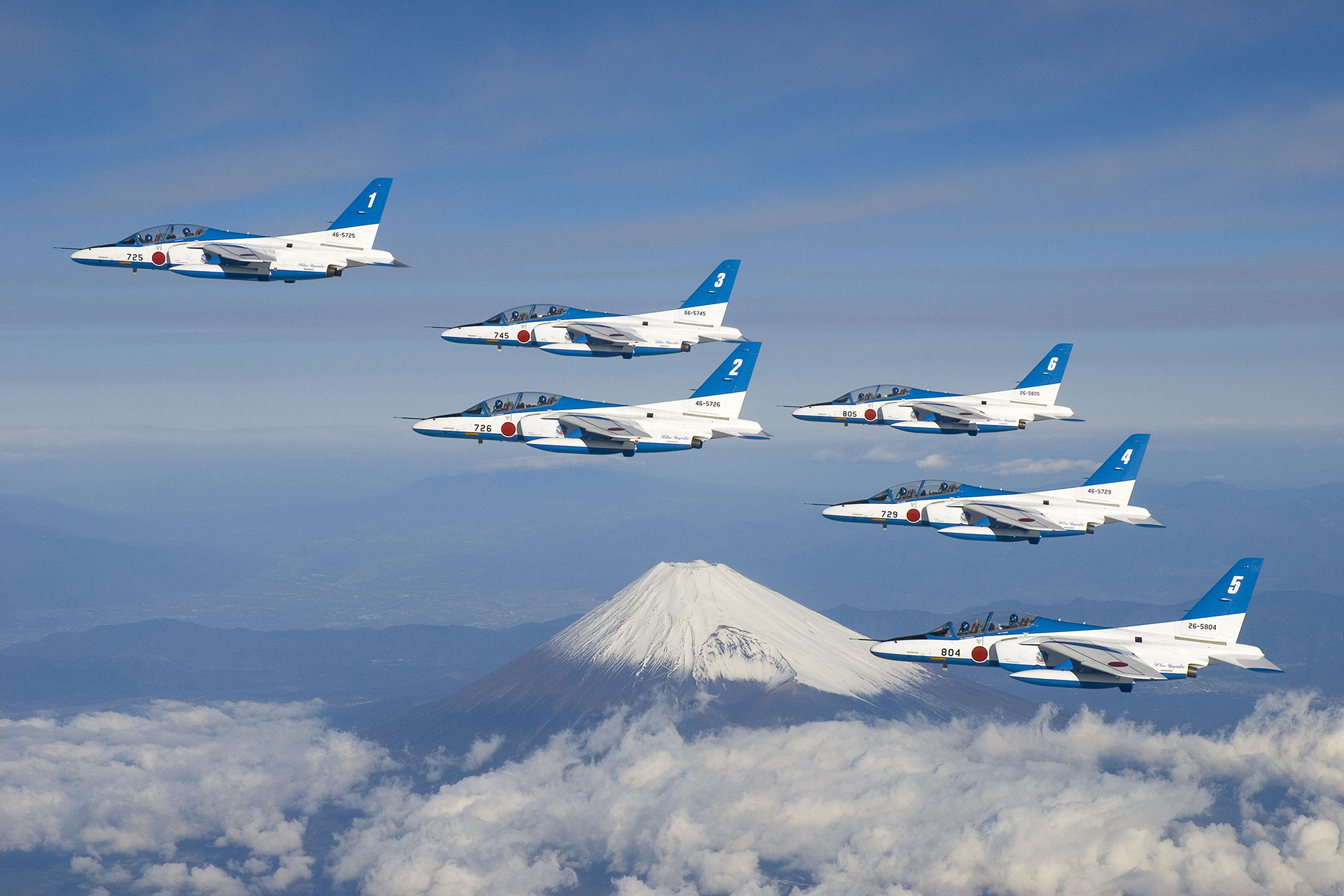
ایمپالس‌های آبی با هواپیمای کاوازاکیT-4 در سال 2017

- نیروی دفاع از خود هوایی ژاپن - سایت رسمی Blue Impulse (به ژاپنی)
- موزه ایمپالس آبی (به ژاپنی)
- سایت هواداران Blue Impulse (به ژاپنی)